# Mikayil Abdullayev
Mikayil Abdullayev (en azerí: Mikayıl Abdullayev) fue un pintor de Azerbaiyán, el Artista del pueblo de la URSS (1963), miembro correspondiente de la Academia Imperial de las Artes.

## Vida
Mikayil Abdullayev nació el 19 de diciembre de 1921 en Bakú. Estudió  en el Colegio Estatal de Arte en nombre de Azim Azimzadeh (1935-1939) y  en el Instituto de Bellas Artes de Moscú.
En los años 1956 – 1971 él viajó a India, Afganistán, Hungría, Polonia, Italia y otros países. En estos años creó los retratos de Indira Gandhi, Renato Guttuso, Alberto Moravia, Giacomo Manzù. Mikayil Abdullayev también pintó los retratos de Uzeyir Hajibeyov, Samad Vurgun, Mirza Fatali Akhundov, Farhad Badalbeyli.
Las obras del pintor se exhibieron en las exposiciones extranjeras (Praga (1957), Pekín (1958), Bruselas (1958), Belgrado (1959), París (1960), Berlín (1963)).

## Premios
- Orden de Lenin (1959)

- Artista del pueblo de la URSS (artes escénicas) (1963)

- Orden de la Revolución de Octubre (1972)

- Premio Estatal de la RSS de Azerbaiyán (1974)

- Orden de la Amistad de los Pueblos (1981)

- Orden Istiglal

- Premio Nehru[4]